# 오월오일
오월오일은 대한민국의 인디 록밴드이다. 2019년 싱글 《Run》으로 데뷔했다.

## 방송
- 그레이트 서울 인베이전 (2022) - Top5(4위)

## 음반
- Run (2019)
- 삭 (SAK) (2021)
- Make & Shake #04 (2022)